# Dornier Do A

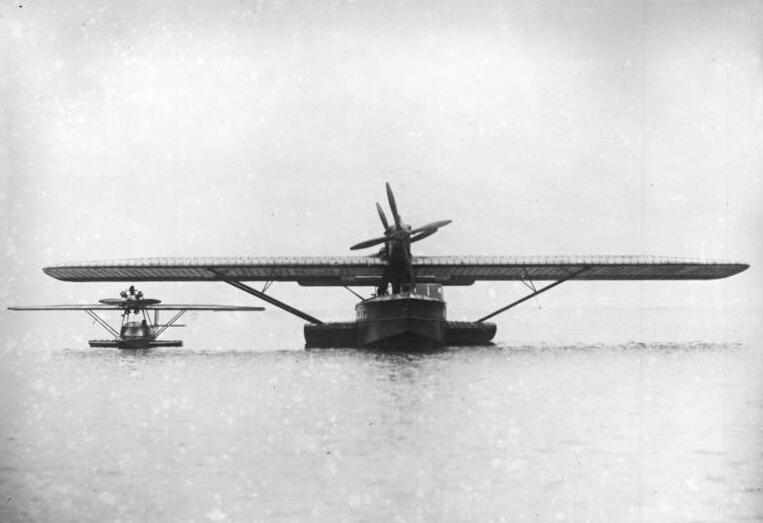
Mai 1928: Das größte Dornier-Flugboot Do R und das kleinste Flugboot der Welt, „Libelle“, auf dem Bodensee in Friedrichshafen

Unter den Bezeichnungen Dornier Do A, Libelle I und II, baute der in Manzell am Bodensee ansässige Flugzeughersteller Dornier Metallbauten in den Jahren 1921 bis 1929 insgesamt 14 Stück der einmotorigen Kleinflugboote, von denen die meisten exportiert wurden, unter anderem nach Schweden, Brasilien, Neuseeland, Australien, Japan und den Fidschi-Inseln. Hinzu kamen zwei von CMASA in Marina di Pisa hergestellte Exemplare. Aufgrund ihrer Größe waren die Libellen das ideale Verkehrsmittel für gewässerreiche Gebiete, da sie auch auf kleinen Seen und Flüssen landen und wieder starten konnten.

## Beschreibung derLibelle I
Die Libelle war ein Hochdecker in Ganzmetallbauweise, der hintere Flügelbereich und die Ruderflächen waren stoffbespannt. Der flach gekielte, mit einer Stufe versehene Rumpf war in mehrere gegeneinander abgeschottete Räume aufgeteilt und hatte auf beiden Seiten die patentierten Dornier-Flossenstummel für die Schwimmstabilität. In den Kiel eingebaute Stahlkufen ermöglichten auch Starts und Landungen auf Schnee- oder Eisflächen. Im Bootsrumpf unterhalb des Flügels waren drei Sitze untergebracht, zwei vorne, nebeneinander mit doppelter Steuerung, der dritte dahinter. Das dreiteilige Tragwerk bestand aus einem auf Baldachinstreben sitzenden Mittelstück, das auch den Motor aufnahm. Daran befestigt waren die beiden Außenflügel, die mit jeweils zwei Streben zum Anschluss der Flossenstummel abgestützt waren. Die Flügelhälften konnten für Transport und Unterbringung nach hinten geklappt werden. Den Antrieb besorgte ein 55 PS leistender Fünfzylinder-Sternmotor Siemens & Halske Sh 4 mit einem zweiblättrigen Holzpropeller. Der im Rumpf untergebrachte Kraftstoff wurde von einer vom Fahrtwind angetriebenen Pumpe in einen hinter dem Motor eingebauten Falltank gefördert.
Der Erstflug der Werknummer (Wnr.) 31 (ohne Luftfahrzeugkennzeichen) fand am 16. August 1921 statt. Von dieser Ausführung wurden weitere sechs Stück gebaut, die mit den Kennzeichen D-326 (Wnr.32), D-327 (36), D-352 (37), D-275 (38, ging nach Schweden, mit Motor Siemens & Halske Sh 5), D-274 (39) und D-328 (40) zugelassen wurden.

## Veränderungen anLibelle II
Dieses Modell hatte einen weitgehend mit der Libelle I übereinstimmenden Aufbau; es besaß jedoch einen verlängerter Bug, um die Besatzung besser vor Spritzwasser zu schützen. Bei gleicher Unterbringung der drei Insassen konnte die Steuerung am rechten Sitz mit Hilfe einer Kupplung ausgeschaltet werden. Die Spannweite wurde um 1,3 m vergrößert. Auch hier waren die Flügel klappbar. Als Antrieb standen jetzt wahlweise zwei stärkere Motoren zur Auswahl. Entweder der englische Vierzylinder-Reihenmotor Blackburn Cirrus Mk III oder der Siebenzylinder-Sternmotor Siemens Sh 11, beide 85 PS leistend.
Von den sieben gebauten Libelle-II-Flugbooten blieb nur eines, die D-907 (61), in Deutschland bei der Sportflug GmbH. Neben der Wnr. 54, die nach Japan ging, wurden alle anderen (Wnr. 101 bis 104 und 117) in die genannten Länder exportiert. Eine davon wurde, stark korrodiert, 1978 auf den Fidschi-Inseln entdeckt, nach Deutschland zurückgebracht und zum Ausstellungsstück restauriert.
Aus der Libelle II wurde 1922 auch eine mit Radfahrwerk ausgestattete Landversion mit der Bezeichnung Spatz (Wnr.41) entwickelt. Das einzige gebaute Exemplar wurde aber bereits beim Einfliegen so stark beschädigt, dass es abgewrackt werden musste.

## Technische Daten

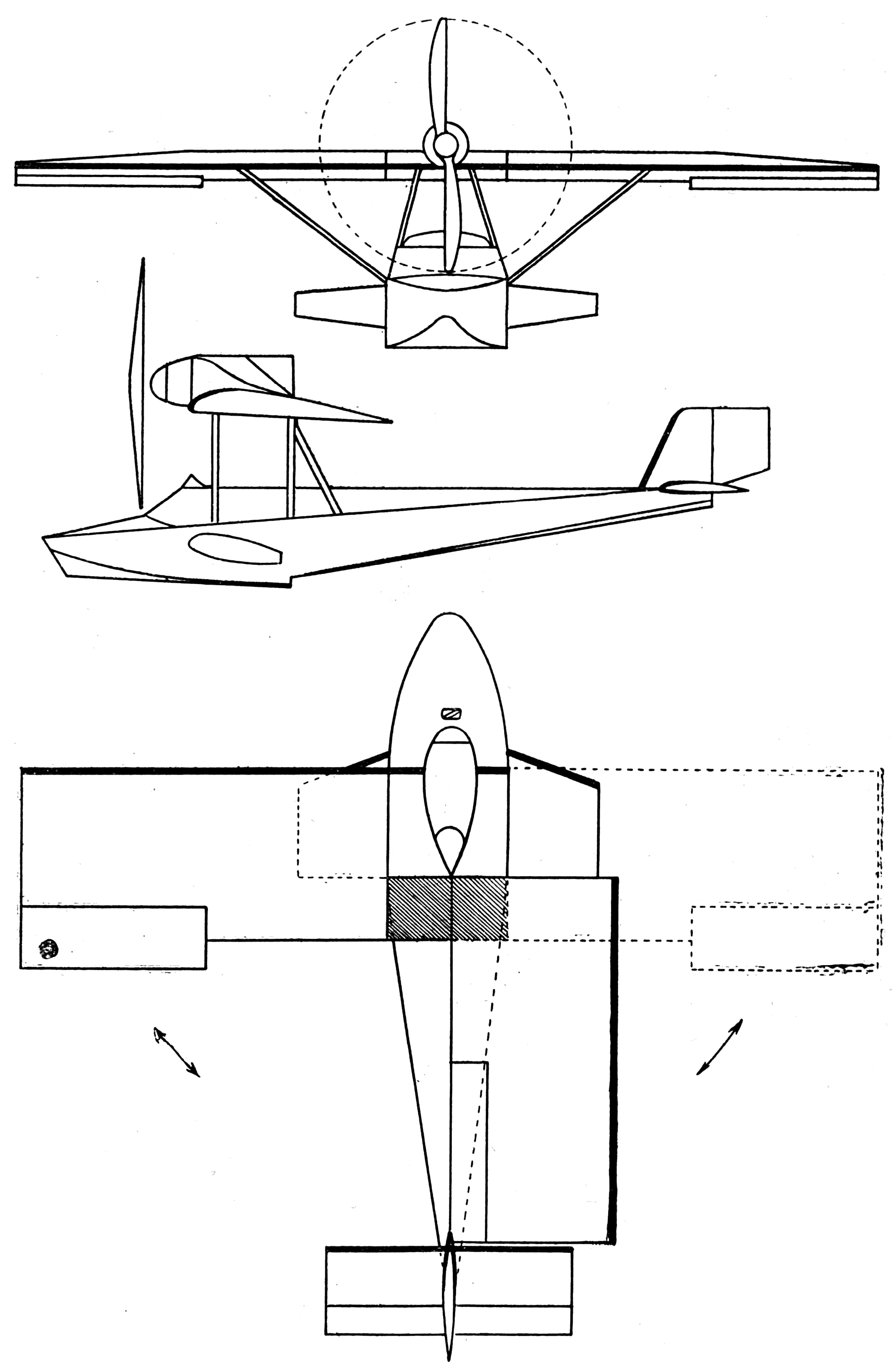
Dreiseitenansicht

| Kenngröße                            | Daten der Libelle I                      | Daten der Libelle II                                                      |
| ------------------------------------ | ---------------------------------------- | ------------------------------------------------------------------------- |
| Besatzung                            | 1                                        | 1                                                                         |
| Passagiere                           | 2                                        | 2                                                                         |
| Länge                                | 7,15 m                                   | 7,48 m                                                                    |
| Spannweite                           | 8,60 m                                   | 9,80 m                                                                    |
| Höhe                                 | 2,37 m                                   | 2,37 m                                                                    |
| Flügelfläche                         | 14,00 m²                                 | 15,70 m²                                                                  |
| Rüstmasse                            | 390 kg                                   | 450 kg                                                                    |
| Startmasse                           | 640 kg                                   | 750 kg                                                                    |
| Antrieb                              | 1 × Siemens & Halske Sh 4; 55 PS (40 kW) | 1 × Siemens & Halske Sh 5; 77 PS (57 kW)                                  |
| Kraftstoffvorrat                     | 58 l                                     | 58 l                                                                      |
| Höchstgeschwindigkeit in 2000 m Höhe | 130 km/h                                 | 145 km/h                                                                  |
| Reisegeschwindigkeit in Bodennähe    | 100 km/h                                 | 120 km/h                                                                  |
| Steigzeit                            |                                          | 8,2 min auf 1000 m Höhe 22,1 min auf 2000 m Höhe 54,1 min auf 3000 m Höhe |
| Dienstgipfelhöhe                     | 2500 m                                   | 2700 m                                                                    |

## „Neue“ Libelle
Die Dornier Technologie GmbH im Besitz von Iren Dornier, Enkel von Prof. Claude Dornier, entwickelte ein Flugzeug nach dem Vorbild der Libelle mit dem Namen Dornier S-Ray 007; der Erstflug erfolgte im Jahr 2007. Das Flugzeug hat zwar die Größe und das Auslegungskonzept mit der Libelle gemein, ist aber vollständig aus kohlenstofffaserverstärktem Kunststoff gefertigt und ist im Gegensatz zur „alten“ Libelle auch ein Amphibium, das auf dem Wasser und auch auf dem Land starten und landen kann.